# Bambarakanda-Wasserfall
Der Bambarakanda-Wasserfall ist mit einer Höhe von 240 Metern (nach anderen Angaben 263 Meter) der höchste Wasserfall Sri Lankas und eine der Schönheiten des Landes. Der Wasserfall befindet sich westlich von Kalupahana und ist über die Straße Badulla – Colombo erreichbar. Er markiert den Rand des ceylonesischen Hochlandes. Eindrucksvoll ist er jedoch nur während der Regenzeit (Oktober bis März).